# A Kecskeméti TE 2011–2012-es szezonja
A Kecskeméti TE 2011–2012-es szezonja szócikk a Kecskeméti TE első számú férfi labdarúgócsapatának egy idényéről szól, mely sorozatban a 4., és összességében is a 4. idénye a csapatnak a magyar első osztályban. A klub fennállásának ekkor volt a 100. évfordulója.

## Statisztikák
Utolsó elszámolt mérkőzés dátuma: 2012. május 26.

### Mérkőzések
| Lejátszott mérkőzések száma        | 46 (30 OTP Bank Liga, 3 Magyar kupa, 11 Ligakupa, 2 Európa-liga) |
| Győzelmek száma                    | 20 (13 OTP Bank Liga, 1 Magyar kupa, 6 Ligakupa, 0 Európa-liga)  |
| Döntetlenek száma                  | 12 (6 OTP Bank Liga, 1 Magyar kupa, 3 Ligakupa, 2 Európa-liga)   |
| Vereségek száma                    | 14 (11 OTP Bank Liga, 1 Magyar kupa, 2 Ligakupa, 0 Európa-liga)  |
| Szerzett gólok száma               | 75                                                               |
| Kapott gólok száma                 | 60                                                               |
| Gólkülönbség                       | +15                                                              |
| Sárga lapok                        | 112                                                              |
| Kiállítások                        | 8                                                                |
| Legtöbbet figyelmeztetett játékos  | Vladan Čukić (16 , 0 )                                           |
| Legnagyobb arányú győzelem         | Kecskeméti TE 4–0 Kaposvári Rákóczi (2011. 07. 24.)              |
| Legnagyobb arányú győzelem         | Kecskeméti TE 4–0 Debreceni VSC (2012. 03. 28.)                  |
| Legnagyobb arányú vereség          | Győri ETO 4–0 Kecskeméti TE (2011. 09. 30.)                      |
| Legmagasabb hazai nézőszám         | 5 800 néző, Kecskeméti TE 1–0 Ferencvárosi TC (2011. 09. 25.)    |
| Legalacsonyabb hazai nézőszám      | 300 néző, Kecskeméti TE 2–1 Paksi FC (2011. 10. 12.)             |
| Legalacsonyabb hazai nézőszám      | 300 néző, Kecskeméti TE 0–0 Szolnoki MÁV (2011. 11. 16.)         |
| Legtöbbször pályára lépett játékos | Vladan Savić (40 mérkőzés)                                       |
| Házi gólkirály                     | Lencse László (18 )                                              |
| Pontok                             | 72/138 (52,17%)                                                  |

### Kiírások
| Kiírás        | Statisztikák | Statisztikák | Statisztikák | Statisztikák | Statisztikák | Statisztikák | Kezdő forduló   | Végső forduló/ helyezés | Mérkőzések dátumai | Mérkőzések dátumai |
| Kiírás        | M            | GY           | D            | V            | LG–KG        | GK           | Kezdő forduló   | Végső forduló/ helyezés | Első               | Utolsó             |
| ------------- | ------------ | ------------ | ------------ | ------------ | ------------ | ------------ | --------------- | ----------------------- | ------------------ | ------------------ |
| OTP Bank Liga | 30           | 13           | 6            | 11           | 48–38        | +10          | —               |                         | 2011. 07. 17.      | 2012. 05. 26.      |
| Magyar kupa   | 3            | 1            | 1            | 1            | 5–5          | 0            | 4. forduló      | 5. forduló              | 2011. 10. 26.      | 2011. 12. 03.      |
| Ligakupa      | 11           | 6            | 3            | 2            | 21–16        | +5           | Csoportkör      | 2.                      | 2011. 08. 31.      | 2012. 04. 18.      |
| Európa-liga   | 2            | 0            | 2            | 0            | 1–1          | 0            | 2. selejtezőkör | 2. selejtezőkör         | 2011. 07. 14.      | 2011. 07. 21.      |

## Mérkőzések
| Színmagyarázat | Színmagyarázat |
| -------------- | -------------- |
|                | Győzelem.      |
|                | Döntetlen.     |
|                | Vereség.       |

### Téli felkészülési mérkőzések
| 2012. január 21. |

| Szolnoki MÁV | 1 – 0               | Kecskeméti TE |
| ------------ | ------------------- | ------------- |
| Rokszin 73'  | (0 – 0) Jegyzőkönyv |               |

| Tiszaligeti stadion, Szolnok Nézőszám: 200 Játékvezető: Czékus Sándor (magyar) |

| 2012. január 25. |

| Vasas                       | 3 – 1               | Kecskeméti TE |
| --------------------------- | ------------------- | ------------- |
| Kulcsár Beliczky Mehmedagić | (2 – 1) Jegyzőkönyv | Vinicius      |

| Illovszky Rudolf Stadion, Budapest Nézőszám: 200 Játékvezető: Kömpf Gyula (magyar) |

| 2012. január 28. |

| Paksi FC | 1 – 3               | Kecskeméti TE                    |
| -------- | ------------------- | -------------------------------- |
| Böde 14' | (1 – 0) Jegyzőkönyv | Savić 57' Pekár 79' Litsingi 88' |

| Fehérvári úti stadion, Paks |

| 2012. február 4. |

| Gyirmót FC            | 2 – 0               | Kecskeméti TE |
| --------------------- | ------------------- | ------------- |
| Ferenczi 49' Tóth 82' | (0 – 0) Jegyzőkönyv |               |

| Novigrad, Horvátország |

| 2012. február 5. |

| NK Novigrad | 2 – 4       | Kecskeméti TE          |
| ----------- | ----------- | ---------------------- |
|             | Jegyzőkönyv | Hegedűs Ebala Litsingi |

| Novigrad, Horvátország |

| 2012. február 9. |

| NK Pomorac Kostrena | 0 – 2       | Kecskeméti TE |
| ------------------- | ----------- | ------------- |
|                     | Jegyzőkönyv | Bori Ebala    |

| Novigrad, Horvátország |

| 2012. február 11. |

| FC Koper | 1 – 1       | Kecskeméti TE |
| -------- | ----------- | ------------- |
|          | Jegyzőkönyv | Tököli 5'     |

| Novigrad, Horvátország |

- Tizenegyesekkel 1 – 3.

| 2012. február 12. |

| NK Istra 1961 | 1 – 2               | Kecskeméti TE    |
| ------------- | ------------------- | ---------------- |
|               | (0 – 1) Jegyzőkönyv | Gyagya Csizmadia |

| Novigrad, Horvátország |

| 2012. február 15. |

| Zvijezda | 1 – 1               | Kecskeméti TE |
| -------- | ------------------- | ------------- |
|          | (0 – 1) Jegyzőkönyv | Lencse        |

| Novigrad, Horvátország |

| 2012. február 25. |

| Kecskeméti TE | 1 – 1               | Ferencváros II |
| ------------- | ------------------- | -------------- |
| Lencse        | (1 – 0) Jegyzőkönyv | Papp           |

| Széktói Stadion, Kecskemét |

### OTP Bank Liga 2011–12

#### Őszi fordulók
| 1. forduló 2011. július 17. 19:00 |

| Paksi FC                                 | 3 – 2                         | Kecskeméti TE                             |
| ---------------------------------------- | ----------------------------- | ----------------------------------------- |
| Hrepka 16' Bartha 49' Böde 74' Fiola 54' | (1 – 1) Jegyzőkönyv Részletek | Stokić 30' Simon 90' Ebala 64' Balogh 76' |

| Fehérvári út, Paks Nézőszám: 1 300 Játékvezető: Solymosi Péter (magyar) |

| 2. forduló 2011. július 24. 19:00 |

| Kecskeméti TE                                                              | 4 – 0                         | Kaposvári Rákóczi |
| -------------------------------------------------------------------------- | ----------------------------- | ----------------- |
| Kéthévoama 10' 13' Savić 31' (11-esből) Gyurcsó 53' Radanović 2' Čukić 85' | (3 – 0) Jegyzőkönyv Részletek | Jánvári 89'       |

| Széktói Stadion, Kecskemét Nézőszám: 2 000 Játékvezető: Veizer Roland (magyar) |

| 3. forduló 2011. július 31. 16:00 |

| Diósgyőr                  | 1 – 2                         | Kecskeméti TE                                           |
| ------------------------- | ----------------------------- | ------------------------------------------------------- |
| Budovinszky 28' Gohér 44′ | (1 – 1) Jegyzőkönyv Részletek | Tököli 30' Dosso 89' Balogh 37' Čukić 59' Ribánszki 86' |

| DVTK-stadion, Miskolc Nézőszám: 6 500 Játékvezető: Farkas Ádám (magyar) Asszisztensek: Kelemen Attila Tóth István |

| 4. forduló 2011. augusztus 7. 19:00 |

| Kecskeméti TE                 | 0 – 1                         | Debreceni VSC                  |
| ----------------------------- | ----------------------------- | ------------------------------ |
| Foxi 28' Ebala 45' Balogh 90' | (0 – 0) Jegyzőkönyv Részletek | Bódi 90+1' 90+2' Coulibaly 46′ |

| Széktói Stadion, Kecskemét Nézőszám: 4 000 Játékvezető: Oláh Gábor (magyar) |

| 5. forduló 2011. augusztus 13. 19:00 |

| Pécsi MFC                                              | 2 – 2                         | Kecskeméti TE                            |
| ------------------------------------------------------ | ----------------------------- | ---------------------------------------- |
| Bajzát 21' Todorović 24' 82' Törtei 42' Simonfalvi 81' | (2 – 1) Jegyzőkönyv Részletek | Gyurcsó 36' 85' Koszó 17' Kéthévoama 81' |

| PMFC Stadion, Pécs Nézőszám: 4 000 Játékvezető: Iványi Zoltán (magyar) |

| 6. forduló 2011. augusztus 20. 19:00 |

| Kecskeméti TE                                               | 3 – 1                         | Budapest Honvéd                                              |
| ----------------------------------------------------------- | ----------------------------- | ------------------------------------------------------------ |
| Gyurcsó 37' Litsingi 47' 87' Kéthévoama 83' 74' Maynard 35' | (1 – 1) Jegyzőkönyv Részletek | Danilo 8' (11-esből) Lovrić 11' Abass 50' Botis 56' Hidi 70' |

| Széktói Stadion, Kecskemét Nézőszám: 2 700 Játékvezető: Veizer Roland (magyar) |

| 7. forduló 2011. augusztus 28. 18:00 |

| Haladás                                                            | 2 – 2                         | Kecskeméti TE                                   |
| ------------------------------------------------------------------ | ----------------------------- | ----------------------------------------------- |
| Vujović 19' 43' Balogh 73' (öngól) Kovács 27' Tóth 78' Irhás 90+1' | (1 – 1) Jegyzőkönyv Részletek | Bertus 21' Mohl 78' 88' Gyagya 4' Radanović 90' |

| Rohonci úti stadion, Szombathely Nézőszám: 5 300 Játékvezető: Vad II. István (magyar) |

| 8. forduló 2011. szeptember 10. 19:00 |

| Kecskeméti TE                                             | 1 – 1                         | Vasas                       |
| --------------------------------------------------------- | ----------------------------- | --------------------------- |
| Lencse 43' Čukić 76' Gyurcsó 77' Radanović 89' Mohl 90+3' | (1 – 0) Jegyzőkönyv Részletek | Mehmedagić 83' 47' Sütő 77' |

| Széktói Stadion, Kecskemét Nézőszám: 3 400 Játékvezető: Kovács J. Zoltán (magyar) |

| 9. forduló 2011. szeptember 17. 16:00 |

| Zalaegerszegi TE        | 1 – 1                         | Kecskeméti TE                    |
| ----------------------- | ----------------------------- | -------------------------------- |
| Balázs 40' Bulatović 7' | (1 – 1) Jegyzőkönyv Részletek | Lencse 11' 63' Bori 43' Mohl 67′ |

| ZTE Aréna, Zalaegerszeg Nézőszám: 2 125 Játékvezető: Fábián Mihály (magyar) |

| 10. forduló 2011. szeptember 25. 16:00 |

| Kecskeméti TE                     | 1 – 0                         | Ferencváros        |
| --------------------------------- | ----------------------------- | ------------------ |
| Lencse 33' Radanović 78' Bori 81' | (1 – 0) Jegyzőkönyv Részletek | Tóth 74' Klein 80' |

| Széktói Stadion, Kecskemét Nézőszám: 5 800 Játékvezető: Solymosi Péter (magyar) |

| 11. forduló 2011. szeptember 30. 18:00 |

| Győri ETO                                                | 4 – 0                         | Kecskeméti TE          |
| -------------------------------------------------------- | ----------------------------- | ---------------------- |
| Dudás 12' (11-esből) 41' Trajković 83' 91' Ji-Paraná 90' | (2 – 0) Jegyzőkönyv Részletek | Ribánszki 11' Bori 89' |

| ETO Park, Győr Nézőszám: 4 000 Játékvezető: Németh Ádám (magyar) |

| 12. forduló 2011. október 15. 17:30 |

| Videoton                | 0 – 2                         | Kecskeméti TE                          |
| ----------------------- | ----------------------------- | -------------------------------------- |
| Brachi 84' Oliveira 87' | (0 – 0) Jegyzőkönyv Részletek | Radanović 59' Savić 67' 81' Bertus 19' |

| Sóstói Stadion, Székesfehérvár Nézőszám: 2 788 Játékvezető: Vad István (magyar) Asszisztensek: Albert István Tóth Vencel |

| 13. forduló 2011. október 22. 17:30 |

| Kecskeméti TE                                                  | 3 – 0                         | Lombard Pápa                                    |
| -------------------------------------------------------------- | ----------------------------- | ----------------------------------------------- |
| Stokić 18' Bori 33' Savić 64' (11-esből) Mohl 8' Radanović 44' | (2 – 0) Jegyzőkönyv Részletek | Puri 27' Tóth 32' Rodenbücher 63' Présinger 66' |

| Széktói Stadion, Kecskemét Nézőszám: 2 500 Játékvezető: Iványi Zoltán (magyar) |

| 14. forduló 2011. október 29. 17:30 |

| Újpest                                                                                   | 3 – 1                         | Kecskeméti TE                                                   |
| ---------------------------------------------------------------------------------------- | ----------------------------- | --------------------------------------------------------------- |
| Kovács 38' Rajczi 87' (11-esből) 71' Balajti 90+2' Marković 33' Kabát 72' Mihajlović 75' | (1 – 0) Jegyzőkönyv Részletek | Kéthévoama 66' 66' Čukić 10' Maynard 63' Gyurcsó 68' Balogh 86′ |

| Szusza Ferenc Stadion, Budapest Nézőszám: 2 615 Játékvezető: Bognár Tamás (magyar) |

| 15. forduló 2011. november 5. 16:00 |

| Kecskeméti TE                                   | 3 – 2                         | BFC Siófok                                                                |
| ----------------------------------------------- | ----------------------------- | ------------------------------------------------------------------------- |
| Kéthévoama 22' Litsingi 48' Lencse 59' Mohl 58' | (1 – 2) Jegyzőkönyv Részletek | Haraszti 21' 45' Tusori 45' Lengyel 76' Fejes 78' Bozović 85' Melczer 89′ |

| Széktói Stadion, Kecskemét Nézőszám: 2 200 Játékvezető: Berke Balázs (magyar) |

| 16. forduló 2011. november 19. 16:00 |

| Kecskeméti TE                                                    | 0 – 1                         | Paksi FC                                |
| ---------------------------------------------------------------- | ----------------------------- | --------------------------------------- |
| Radanović 42' Lencse 53' Savić 68' Gyagya 75' Urbán 80' Mohl 82′ | (0 – 0) Jegyzőkönyv Részletek | Éger 77' (11-esből) Fiola 26' Vayer 51′ |

| Széktói Stadion, Kecskemét Nézőszám: 1 700 Játékvezető: Farkas Ádám (magyar) |

| 17. forduló 2011. november 26. 16:00 |

| Kaposvári Rákóczi                                           | 2 – 1                         | Kecskeméti TE                                                |
| ----------------------------------------------------------- | ----------------------------- | ------------------------------------------------------------ |
| Balázs 37' 88' Graszl 63' (11-esből) Kulcsár 51' Diallo 86' | (1 – 0) Jegyzőkönyv Részletek | Lencse 48' Urbán 17' Čukić 21' Bori 76' Gyagya 77' Pekár 81' |

| Rákóczi Stadion, Kaposvár Nézőszám: 1 700 Játékvezető: Szabó Zsolt (magyar) |

#### Tavaszi fordulók
| 18. forduló 2012. március 4. 16:00 |

| Kecskeméti TE                                            | 1 – 0                         | Diósgyőr               |
| -------------------------------------------------------- | ----------------------------- | ---------------------- |
| Tököli 2' (11-esből) Savić 18' Alempijević 39' Varga 60' | (1 – 0) Jegyzőkönyv Részletek | Radoš 1' Abdouraman 9' |

| Széktói Stadion, Kecskemét Nézőszám: 4 000 Játékvezető: Kassai Viktor (magyar) |

| 19. forduló 2012. március 10. 17:30 |

| Debreceni VSC                        | 2 – 1                         | Kecskeméti TE                                  |
| ------------------------------------ | ----------------------------- | ---------------------------------------------- |
| Szakály 15' 65' Nagy 90+1' Rezes 10' | (1 – 1) Jegyzőkönyv Részletek | Bertus 40' Balogh 9' Alempijević 73' Varga 78' |

| Oláh Gábor utcai stadion, Debrecen Nézőszám: 4 700 Játékvezető: Oláh Gábor (magyar) |

| 20. forduló 2012. március 17. 16:00 |

| Kecskeméti TE                                | 1 – 2               | Pécsi MFC                                                           |
| -------------------------------------------- | ------------------- | ------------------------------------------------------------------- |
| Lencse 1' Tököli 39' Bori 74' Litsingi 90+1' | (1 – 2) Jegyzőkönyv | Horváth 5' Andorka 11' 33' Šćepanović 66' Marković 73' Frőhlich 86' |

| Széktói Stadion, Kecskemét Nézőszám: 2 000 Játékvezető: Takács János (magyar) |

| 21. forduló 2012. március 23. 18:00 |

| Budapest Honvéd                   | 1 – 4               | Kecskeméti TE                                                        |
| --------------------------------- | ------------------- | -------------------------------------------------------------------- |
| Faggyas 82' Vidović 65' Botis 87' | (0 – 1) Jegyzőkönyv | Lencse 40' 48' 84' Savić 63' 73' Čukić 10' Alempijević 22' Koszó 61' |

| Bozsik József Stadion, Budapest Nézőszám: 1 800 Játékvezető: Vad II. István (magyar) |

| 22. forduló 2012. március 31. 16:00 |

| Kecskeméti TE                                              | 2 – 2               | Haladás                         |
| ---------------------------------------------------------- | ------------------- | ------------------------------- |
| Lencse 26' (11-esből) Tököli 75' Čukić 19' Alempijević 20' | (1 – 1) Jegyzőkönyv | Kenesei 35' Nagy 72' Iszlai 40' |

| Széktói Stadion, Kecskemét Nézőszám: 2 700 Játékvezető: Veizer Roland (magyar) |

| 23. forduló 2012. április 7. 17:30 |

| Vasas                                    | 2 – 4               | Kecskeméti TE                                                                  |
| ---------------------------------------- | ------------------- | ------------------------------------------------------------------------------ |
| Kovács 47' 90+1' Dajić 87' 36' Ferkó 74' | (0 – 3) Jegyzőkönyv | Alempijević 5' Lencse 7' Pekár 43' Tököli 73' Savić 40' Varga 85' Tölgyesi 88' |

| Illovszky Rudolf Stadion, Budapest Nézőszám: 1 500 Játékvezető: Iványi Zoltán (magyar) |

| 24. forduló 2012. április 14. 17:00 |

| Kecskeméti TE                                                  | 2 – 0               | Zalaegerszegi TE |
| -------------------------------------------------------------- | ------------------- | ---------------- |
| Lencse 5' Litsingi 64' 84' Alempijević 79' Balog 81' Čukić 88' | (1 – 0) Jegyzőkönyv | Máté 48'         |

| Széktói Stadion, Kecskemét Nézőszám: 2 600 Játékvezető: Böcskei Balázs (magyar) |

| 25. forduló 2012. április 21. 17:30 |

| Ferencváros                | 2 – 1                         | Kecskeméti TE                                        |
| -------------------------- | ----------------------------- | ---------------------------------------------------- |
| Šimić 1' Grúz 32' Sváb 80′ | (2 – 0) Jegyzőkönyv Részletek | Litsingi 47' Mohl 32' Bertus 60' Pekár 70′ Savić 86' |

| Albert Flórián Stadion, Budapest Nézőszám: 4 761 Játékvezető: Solymosi Péter (magyar) |

- A mérkőzést, egy vendég játékos jogosulatlan szerepeltetése miatt 3–0-val a Ferencváros javára írták.[2]

| 26. forduló 2012. április 29. 18:00 |

| Kecskeméti TE                                      | 2 – 0               | Győri ETO                            |
| -------------------------------------------------- | ------------------- | ------------------------------------ |
| Lencse 23' (11-esből) 33' Antal 88' Tölgyesi 90+3' | (2 – 0) Jegyzőkönyv | Pilibaitis 20' Völgyi 34' Dinjar 81' |

| Széktói Stadion, Kecskemét Nézőszám: 2 100 Játékvezető: Németh Ádám (magyar) |

| 27. forduló 2012. május 5. 15:00 |

| Kecskeméti TE                   | 0 – 2               | Videoton                    |
| ------------------------------- | ------------------- | --------------------------- |
| Forró 50' Tököli 84' Balogh 87' | (0 – 1) Jegyzőkönyv | Sándor 10' 71' Vinícius 84' |

| Széktói Stadion, Kecskemét Nézőszám: 2 500 Játékvezető: Szabó Zsolt (magyar) Asszisztensek: Lemon Oszkár Takács Gábor |

| 28. forduló 2012. május 12. 19:00 |

| Lombard Pápa                    | 1 – 0               | Kecskeméti TE |
| ------------------------------- | ------------------- | ------------- |
| Lovrencsics 72' Rodenbücher 50' | (0 – 0) Jegyzőkönyv | Bertus 78'    |

| Perutz Stadion, Pápa Nézőszám: 800 Játékvezető: Iványi Zoltán (magyar) |

| 29. forduló 2012. május 18. 18:00 |

| Kecskeméti TE        | 0 – 0               | Újpest                  |
| -------------------- | ------------------- | ----------------------- |
| Savić 89' Mohl 90+2' | (0 – 0) Jegyzőkönyv | Kiss 55' Mihajlović 69' |

| Széktói Stadion, Kecskemét Nézőszám: 3 578 Játékvezető: Vad II. István (magyar) |

| 30. forduló 2012. május 26. 15:00 |

| BFC Siófok              | 0 – 2               | Kecskeméti TE                                        |
| ----------------------- | ------------------- | ---------------------------------------------------- |
| Kecskés 32' Lengyel 45′ | (0 – 1) Jegyzőkönyv | Lencse 45' (11-esből) Bertus 69' Savić 38' Varga 68' |

| Révész Géza utcai stadion, Siófok Nézőszám: 650 Játékvezető: Kassai Viktor (magyar) |

#### Végeredmény
| #   | Csapat            | M  | GY | D  | V  | G+ – G– | GK  | P                                                      | Megjegyzések                                   |
| --- | ----------------- | -- | -- | -- | -- | ------- | --- | ------------------------------------------------------ | ---------------------------------------------- |
| 1.  | Debreceni VSC     | 30 | 22 | 8  | 0  | 64–18   | +46 | 74                                                     | 2012–2013-as Bajnokok Ligája – 2. selejtezőkör |
| 2.  | Videoton          | 30 | 21 | 3  | 6  | 58–19   | +39 | 66                                                     | 2012–2013-as Európa-liga – 2. selejtezőkör     |
| 3.  | Győri ETO         | 30 | 20 | 3  | 7  | 56–31   | +25 | 63 \|style="background-color: #FAFAFA;"\|              |                                                |
| 4.  | Budapest Honvéd   | 30 | 13 | 7  | 10 | 48–40   | +8  | 46                                                     | 2012–2013-as Európa-liga – 1. selejtezőkör     |
| 5.  | Kecskeméti TE     | 30 | 13 | 6  | 11 | 48–38   | +10 | 45 \|rowspan="10" style="background-color: #FAFAFA;"\| |                                                |
| 6.  | Paksi FC          | 30 | 12 | 9  | 9  | 47–51   | −4  | 45                                                     |                                                |
| 7.  | Diósgyőr          | 30 | 13 | 4  | 13 | 42–43   | −1  | 43                                                     |                                                |
| 8.  | Haladás           | 30 | 9  | 11 | 10 | 39–37   | +2  | 38                                                     |                                                |
| 9.  | BFC Siófok        | 30 | 9  | 9  | 12 | 30–41   | −11 | 36                                                     |                                                |
| 10. | Kaposvári Rákóczi | 30 | 7  | 14 | 9  | 35–42   | −7  | 35                                                     |                                                |
| 11. | Ferencváros       | 30 | 9  | 7  | 14 | 31–36   | −5  | 34                                                     |                                                |
| 12. | Pécsi MFC         | 30 | 8  | 10 | 12 | 36–50   | −14 | 34                                                     |                                                |
| 13. | Újpest            | 30 | 8  | 8  | 14 | 34–46   | −12 | 32                                                     |                                                |
| 14. | Lombard Pápa      | 30 | 8  | 6  | 16 | 26–40   | −14 | 30                                                     |                                                |
| 15. | Vasas             | 30 | 5  | 9  | 16 | 29–51   | −22 | 22                                                     | NB II                                          |
| 16. | Zalaegerszegi TE  | 30 | 1  | 10 | 19 | 25–65   | −40 | 13                                                     | NB II                                          |

Forrás: MLSZ adatbank 
A rangsorolás alapszabályai: 1. összpontszám, 2. győzelmek száma, 3. gólkülönbség, 4. szerzett gólok száma, 5. egymás elleni eredmények összpontszáma,  6. egymás elleni eredmények gólkülönbsége, 7. egymás elleni eredmények szerzett góljainak száma, 8. egymás elleni eredmények idegenben szerzett góljainak száma.
A Vasastól két pontot levontak.
(B): Bajnokcsapat, (K): Kieső csapat, (F): Feljutó csapat, (I): Kupainduló, (R): A rájátszás győztese, (KGY): Kupagyőztes

Jegyzet
- A Győri ETO-t az UEFA eltiltotta a nemzetközi kupaszerepléstől, ezért a negyedik helyezett csapat indulhatott a 2012–13-as Európa-ligában.[3]

#### Összesítés
Az alábbi táblázatban összesítve szerepelnek a Kecskeméti TE 2011/12-es bajnokságban elért eredményei.
| Ősz/tavasz (forduló)    | Otthon | Otthon | Otthon | Otthon | Otthon | Otthon | Otthon | Idegenben | Idegenben | Idegenben | Idegenben | Idegenben | Idegenben | Idegenben |
| Ősz/tavasz (forduló)    | M      | GY     | D      | V      | LG–KG  | GK     | P      | M         | GY        | D         | V         | LG–KG     | GK        | P         |
| ----------------------- | ------ | ------ | ------ | ------ | ------ | ------ | ------ | --------- | --------- | --------- | --------- | --------- | --------- | --------- |
| Őszi szezon (1–17.)     | 8      | 5      | 1      | 2      | 15–6   | +9     | 16     | 9         | 2         | 3         | 4         | 13–18     | -5        | 9         |
| Tavaszi szezon (18–30.) | 7      | 3      | 2      | 2      | 8–6    | +2     | 11     | 6         | 3         | 0         | 3         | 12–8      | +4        | 9         |
| Összesen (1–30.)        | 15     | 8      | 3      | 4      | 23–12  | +11    | 27     | 15        | 5         | 3         | 7         | 25–26     | -1        | 18        |

#### Helyezések fordulónként
| Forduló  | 1  | 2  | 3  | 4 | 5 | 6  | 7 | 8 | 9 | 10 | 11 | 12 | 13 | 14 | 15 | 16 | 17 | 18 | 19 | 20 | 21 | 22 | 23 | 24 | 25 | 26 | 27 | 28 | 29 | 30 |
| -------- | -- | -- | -- | - | - | -- | - | - | - | -- | -- | -- | -- | -- | -- | -- | -- | -- | -- | -- | -- | -- | -- | -- | -- | -- | -- | -- | -- | -- |
| Helyszín | I  | O  | I  | O | I | O  | I | O | I | O  | I  | I  | O  | I  | O  | O  | I  | O  | I  | O  | I  | O  | I  | O  | I  | O  | O  | I  | O  | I  |
| Eredmény | V  | GY | GY | V | D | GY | D | D | D | GY | V  | GY | GY | V  | GY | V  | V  | GY | V  | V  | GY | D  | GY | GY | V  | GY | V  | V  | D  | GY |
| Helyezés | 11 | 7  | 6  | 8 | 7 | 6  | 5 | 7 | 8 | 7  | 7  | 6  | 4  | 7  | 6  | 6  | 7  | 6  | 6  | 7  | 7  | 7  | 5  | 5  | 5  | 5  | 5  | 5  | 5  | 5  |

Helyszín: O = Otthon; I = Idegenben. Eredmény: GY = Győzelem; D = Döntetlen; V = Vereség.

### Magyar kupa
| 4. forduló 2011. október 26. 14:00 |

| Mezőkövesd-Zsóry                                     | 2 – 3               | Kecskeméti TE                                                    |
| ---------------------------------------------------- | ------------------- | ---------------------------------------------------------------- |
| Maynard 7' (öngól) Lakatos 13' Enescu 72' Kaszás 77' | (2 – 2) Jegyzőkönyv | Kéthévoama 20' 86' Stokić 29' 62' Gyagya 19' Čukić 23' Urbán 77' |

| Városi stadion (Mezőkövesd), Mezőkövesd Nézőszám: 600 Játékvezető: Takács János (magyar) |

| 5. forduló 2011. november 30. 16:45 |

| Kecskeméti TE | 1 – 2               | Debreceni VSC                           |
| ------------- | ------------------- | --------------------------------------- |
| Bori 55'      | (0 – 2) Jegyzőkönyv | Coulibaly 5' Korhut 20' 35' Yannick 14' |

| Széktói Stadion, Kecskemét Nézőszám: 600 Játékvezető: Bognár Tamás (magyar) |

| 5. forduló visszavágó 2011. december 3. 15:00 |

| Debreceni VSC                                    | 1 – 1               | Kecskeméti TE            |
| ------------------------------------------------ | ------------------- | ------------------------ |
| Kulcsár 89' 88' Rezes 67' Varga 70' Mészáros 89' | (0 – 1) Jegyzőkönyv | Mohl 41' 90+2′ Čukić 63' |

| Oláh Gábor utcai stadion, Debrecen Nézőszám: 2 700 Játékvezető: Vad II. István (magyar) |

### Ligakupa

#### D csoport
| 1. forduló 2011. augusztus 31. 17:30 |

| Szolnoki MÁV        | 1 – 3               | Kecskeméti TE                                                             |
| ------------------- | ------------------- | ------------------------------------------------------------------------- |
| Mile 51' Németh 41' | (0 – 1) Jegyzőkönyv | Alempijević 40' Čukić 71' 90+2' Lencse 78' Balogh 51' Savić 58' Koszó 83' |

| Tiszaligeti stadion, Szolnok Játékvezető: Lovas László (magyar) |

| 2. forduló 2011. szeptember 7. 18:00 |

| Kecskeméti TE                                                             | 4 – 3               | Újpest                          |
| ------------------------------------------------------------------------- | ------------------- | ------------------------------- |
| Lencse 2' Savić 59' Simon 74' 90+2' Alempijević 19' Lencse 26' Stokić 79′ | (1 – 2) Jegyzőkönyv | Bognár 19' Üveges 35' Szabó 55' |

| Széktói Stadion, Kecskemét Nézőszám: 800 Játékvezető: Karakó Ferenc (magyar) |

| 3. forduló 2011. október 5. 15:00 |

| Paksi FC                                 | 1 – 2               | Kecskeméti TE                       |
| ---------------------------------------- | ------------------- | ----------------------------------- |
| Bartha 49' Böde 72′ Vayer 87' Éger 90+1' | (0 – 0) Jegyzőkönyv | Pekár 64' Maynard 67' Radanović 17' |

| Fehérvári út, Paks Nézőszám: 150 Játékvezető: Gyarmati II. Tibor (magyar) |

| 4. forduló 2011. október 12. 17:00 |

| Kecskeméti TE       | 2 – 1               | Paksi FC                  |
| ------------------- | ------------------- | ------------------------- |
| Bertus 11' Mohl 66' | (1 – 1) Jegyzőkönyv | Magasföldi 16' Racskó 71' |

| Széktói Stadion, Kecskemét Nézőszám: 300 Játékvezető: Kovács Gábor (magyar) |

| 5. forduló 2011. november 9. 17:00 |

| Újpest                                                    | 4 – 2               | Kecskeméti TE                                        |
| --------------------------------------------------------- | ------------------- | ---------------------------------------------------- |
| Rajczi 15' 49' Mohamed 74' Lázár 85' Snoyl 38' Dombai 42' | (1 – 2) Jegyzőkönyv | Litsingi 19' 43' Lencse 17′ Radanović 84′ Balogh 88' |

| Szusza Ferenc Stadion, Budapest Nézőszám: 800 Játékvezető: Takács János (magyar) |

| 6. forduló 2011. november 16. 16:00 |

| Kecskeméti TE | 0 – 0               | Szolnoki MÁV |
| ------------- | ------------------- | ------------ |
|               | (0 – 0) Jegyzőkönyv |              |

| Széktói Stadion, Kecskemét Nézőszám: 300 Játékvezető: Gaál Gyöngyi (magyar) |

#### A D csoport végeredménye
| Csapat        | M | Gy | D | V | G+ | G– | Gk  | P  |
| ------------- | - | -- | - | - | -- | -- | --- | -- |
| Kecskeméti TE | 6 | 4  | 1 | 1 | 13 | 10 | +3  | 13 |
| Paksi FC      | 6 | 3  | 1 | 2 | 24 | 11 | +13 | 10 |
| Újpest        | 6 | 3  | 1 | 2 | 17 | 15 | +2  | 10 |
| Szolnoki MÁV  | 6 | 0  | 1 | 5 | 3  | 21 | –18 | 1  |

|               | KTE | PAK | SZO  | ÚJP |
| ------------- | --- | --- | ---- | --- |
| Kecskeméti TE |     | 2–1 | 0–0  | 4–3 |
| Paksi FC      | 1–2 |     | 10–1 | 5–3 |
| Szolnoki MÁV  | 1–3 | 0–4 |      | 1–3 |
| Újpest        | 4–2 | 3–3 | 1–0  |     |

#### Negyeddöntő
| 1. forduló 2012. február 21. 13:00 |

| MTK Budapest                            | 2 – 2               | Kecskeméti TE                            |
| --------------------------------------- | ------------------- | ---------------------------------------- |
| Tischler 64' (11-esből) 83' Könyves 67' | (0 – 1) Jegyzőkönyv | Bori 4' Litsingi 71' Ebala 63' Čukić 88' |

| Budafok Játékvezető: Radványi Ádám (magyar) |

| 1. forduló visszavágó 2012. március 7. 18:00 |

| Kecskeméti TE          | 1 – 0               | MTK Budapest |
| ---------------------- | ------------------- | ------------ |
| Litsingi 74' Čukić 17' | (0 – 0) Jegyzőkönyv | Macura 77'   |

| Széktói Stadion, Kecskemét Nézőszám: 500 Játékvezető: Szabó Zsolt (magyar) |

#### Elődöntő
| 2. forduló 2012. március 28. 18:00 |

| Kecskeméti TE                                              | 4 – 0               | Debreceni VSC |
| ---------------------------------------------------------- | ------------------- | ------------- |
| Tököli 9' 30' (11-esből) Litsingi 44' Lencse 74' Čukić 47' | (3 – 0) Jegyzőkönyv | Illés 81'     |

| Széktói Stadion, Kecskemét Játékvezető: Bognár Tamás (magyar) |

| 2. forduló visszavágó 2012. április 4. 18:00 |

| Debreceni VSC                                 | 1 – 1               | Kecskeméti TE                                      |
| --------------------------------------------- | ------------------- | -------------------------------------------------- |
| Farkas 23' Bernáth 13' Ludánszki 24' Máté 30' | (1 – 0) Jegyzőkönyv | Tököli 54' Litsingi 20' Balogh 22' Alempijević 74' |

| Oláh Gábor utcai stadion Játékvezető: Takács János (magyar) |

#### Döntő
| 2012. április 18. 17:30 |

| Kecskeméti TE                        | 0 – 3                         | Videoton                                            |
| ------------------------------------ | ----------------------------- | --------------------------------------------------- |
| Čukić 42' Alempijević 48' Tököli 57' | (0 – 1) Jegyzőkönyv Részletek | Sándor 38' Gyurcsó 65' Nikolics 90+1' Torghelle 70' |

| Széktói Stadion, Kecskemét Nézőszám: 5 000 Játékvezető: Bognár Tamás (magyar) |

### Szuperkupa
| 2011. július 8. 19:00 |

| Kecskeméti TE                  | 0 – 1               | Videoton                                                   |
| ------------------------------ | ------------------- | ---------------------------------------------------------- |
| Čukić 17' Ebala 33' Balogh 58' | (0 – 0) Jegyzőkönyv | Alves 84' Horváth 48' Mitrović 55' Lipták 65′ Tujvel 90+2' |

| Széktói Stadion, Kecskemét Nézőszám: 6 000 Játékvezető: Fábián Mihály (magyar) |

### Európa-liga
| 2. selejtezőkör 2011. július 14. 20:15 |

| Kecskeméti TE                       | 1 – 1               | Aktöbe FK                         |
| ----------------------------------- | ------------------- | --------------------------------- |
| Radanović 23' Litsingi 44' Bori 54' | (1 – 0) Jegyzőkönyv | Mane 59' Logvinenko 48' Badlo 89' |

| Széktói Stadion, Kecskemét Nézőszám: 3 400 Játékvezető: Liran Liany (izraeli) |

| 2. selejtezőkör visszavágó 2011. július 21. 17:00 |

| Aktöbe FK                   | 0 – 0               | Kecskeméti TE                                                  |
| --------------------------- | ------------------- | -------------------------------------------------------------- |
| Kostić 26' Averchenko 90+3' | (0 – 0) Jegyzőkönyv | Gyurcsó 12' Savić 45+2' Alempijević 53' Mohl 73' Radanović 78' |

| Centralni Stadion, Aktöbe Nézőszám: 12 500 Játékvezető: Sergiy Boiko (ukrán) |

- Idegenben lőtt góllal az Aktöbe FK jutott tovább.